# 方懷時
方懷時（1914年11月7日—2012年3月26日），生於浙江省嘉興市，中華民國著名生理學家暨航空生理學家，同時也是中華民國航空醫學界重要創始人之一。

## 生平

### 求學
1932年畢業於嘉興秀州中學。之後他就讀浙江省立醫學高等專科學校(浙江大學醫學院前身)，1937年畢業。

### 經歷
1937年畢業後進入國立北平大學醫學院任教。1943年時他擔任南京醫科大學副教授。1947年時則前往國立臺灣大學醫學院擔任生理學教授。1952年時，他獲得日本名古屋大學醫學博士學位。之後方懷時便於國立中央大學、西弗吉尼亞大學、俄亥俄州立大學、哥倫比亞大學、南加州大學等多所大學院校研究生理學，並且曾經擔任哥倫比亞大學醫學院客座教授。返回臺灣後他則於國立臺灣大學任教，曾經兼任醫學院教務主任並且主持生理學科和生理學研究所長達18年，期間主要從事人體生理學和航空生理學的教學與研究。同時針對其研究內容著有《航天生理學》一書，並且由國立臺灣大學負責出版。1973年時他獲得中華民國教育部頒發學術獎，並且於1978年7月時因為其快速減壓生理學的成就當選成為第12屆中央研究院院士生命科學組成員。

## 外部連結
- （简体中文） 方怀时院士简介 （页面存档备份，存于）
- 逝世院士一覽表 中央研究院 （页面存档备份，存于）